# Marcus Berg
Marcus Berg (sinh 17-8-1986 tại Torsby) là tiền đạo người Thụy Điển và câu lạc bộ ở UAE là Al Ain. Ở Thụy Điển anh có nicknamed là Svarte-Marcus ("Black Marcus") vì đã ghi rất nhiều bàn thắng trong đội trẻ.

## Thống kê

### Câu lạc bộ
Tính đến 31 tháng 3 năm 2021
| Câu lạc bộ          | Mùa giải            | Giải vô địch quốc gia | Giải vô địch quốc gia | Cup* | Cup* | Châu lục** | Châu lục** | Khác | Khác | Tổng cộng | Tổng cộng |
| Câu lạc bộ          | Mùa giải            | Trận                  | Bàn                   | Trận | Bàn  | Trận       | Bàn        | Trận | Bàn  | Trận      | Bàn       |
| ------------------- | ------------------- | --------------------- | --------------------- | ---- | ---- | ---------- | ---------- | ---- | ---- | --------- | --------- |
| IFK Göteborg        | 2005                | 14                    | 3                     | 1    | 0    | 8          | 4          | 4    | 1    | 27        | 8         |
| IFK Göteborg        | 2006                | 22                    | 4                     | 2    | 1    | 6          | 1          | 14   | 5    | 44        | 11        |
| IFK Göteborg        | 2007                | 17                    | 14                    | 3    | 4    | 0          | 0          | 6    | 1    | 26        | 19        |
| IFK Göteborg        | Tổng cộng           | 53                    | 21                    | 6    | 5    | 14         | 5          | 24   | 7    | 97        | 38        |
| Groningen           | 2007–08             | 25                    | 15                    | 5    | 3    | 1          | 0          | 0    | 0    | 31        | 18        |
| Groningen           | 2008–09             | 31                    | 17                    | 7    | 9    | 0          | 0          | 0    | 0    | 38        | 26        |
| Groningen           | Tổng cộng           | 56                    | 32                    | 12   | 12   | 1          | 0          | 0    | 0    | 69        | 44        |
| Hamburg             | 2009–10             | 30                    | 4                     | 1    | 0    | 13         | 6          | 0    | 0    | 44        | 10        |
| Hamburg             | Tổng cộng           | 30                    | 4                     | 1    | 0    | 13         | 6          | 0    | 0    | 44        | 10        |
| PSV (mượn)          | 2010–11             | 25                    | 8                     | 3    | 1    | 13         | 2          | 0    | 0    | 41        | 11        |
| PSV (mượn)          | Tổng cộng           | 25                    | 8                     | 3    | 1    | 13         | 2          | 0    | 0    | 41        | 11        |
| Hamburg             | 2011–12             | 13                    | 1                     | 1    | 1    | 0          | 0          | 0    | 0    | 14        | 2         |
| Hamburg             | 2012–13             | 11                    | 0                     | 1    | 1    | 0          | 0          | 0    | 0    | 12        | 1         |
| Hamburg             | Tổng cộng           | 24                    | 1                     | 2    | 2    | 0          | 0          | 0    | 0    | 26        | 3         |
| Panathinaikos       | 2013–14             | 29                    | 15                    | 5    | 7    | 0          | 0          | 6    | 1    | 40        | 23        |
| Panathinaikos       | 2014–15             | 19                    | 13                    | 3    | 1    | 6          | 5          | 2    | 3    | 30        | 22        |
| Panathinaikos       | 2015-16             | 23                    | 15                    | 3    | 0    | 4          | 2          | 3    | 2    | 33        | 19        |
| Panathinaikos       | 2016-17             | 28                    | 22                    | 7    | 3    | 7          | 4          | 1    | 1    | 43        | 30        |
| Tổng cộng           | Tổng cộng           | 99                    | 65                    | 20   | 11   | 17         | 11         | 15   | 7    | 148       | 93        |
| Al Ain FC           | 2017–18             | 21                    | 25                    | 2    | 1    | 10         | 7          | 0    | 0    | 33        | 33        |
| Al Ain FC           | 2018–19             | 20                    | 10                    | 1    | 0    | 10         | 4          | 1    | 1    | 32        | 15        |
| Al Ain FC           | Tổng cộng           | 41                    | 35                    | 3    | 1    | 20         | 11         | 1    | 1    | 65        | 48        |
| Krasnodar           | 2019–20             | 23                    | 9                     | 1    | 0    | 8          | 1          | 0    | 0    | 32        | 10        |
| Krasnodar           | 2020–21             | 15                    | 9                     | 1    | 0    | 9          | 3          | 0    | 0    | 25        | 12        |
| Krasnodar           | Tổng cộng           | 38                    | 18                    | 2    | 0    | 17         | 4          | 0    | 0    | 57        | 22        |
| Tổng cộng sự nghiệp | Tổng cộng sự nghiệp | 382                   | 192                   | 48   | 32   | 89         | 38         | 7    | 2    | 526       | 264       |

(* Bao gồm Svenska Cupen, KNVB Cup, Eredivisie và DFB-Pokal)
(** Bao gồm Royal League, UEFA Intertoto Cup, UEFA Cup, Greek Superleague Play-offs và UEFA Europa League)

### Bàn thắng quốc tế
| #   | Ngày                 | Địa điểm                                            | Đối thủ              | Bàn thắng | Kết quả | Giải đấu                    |
| --- | -------------------- | --------------------------------------------------- | -------------------- | --------- | ------- | --------------------------- |
| 1.  | 10 tháng 6 năm 2009  | Ullevi, Göteborg, Thụy Điển                         | Malta                | 4–0       | 4–0     | Vòng loại World Cup 2010    |
| 2.  | 14 tháng 10 năm 2009 | Sân vận động Råsunda, Solna, Thụy Điển              | Albania              | 2–0       | 4–1     | Vòng loại World Cup 2010    |
| 3.  | 29 tháng 5 năm 2010  | Sân vận động Råsunda, Solna, Thụy Điển              | Bosna và Hercegovina | 4–2       | 4–2     | Giao hữu                    |
| 4.  | 7 tháng 9 năm 2010   | Sân vận động Swedbank, Malmö, Thụy Điển             | San Marino           | 6–0       | 6–0     | Vòng loại Euro 2012         |
| 5.  | 8 tháng 2 năm 2011   | Sân vận động GSP, Nicosia, Síp                      | Síp                  | 2–0       | 2–0     | Giao hữu                    |
| 6.  | 11 tháng 2 năm 2012  | Sân vận động Swedbank, Malmö, Thụy Điển             | Kazakhstan           | 2–0       | 2–0     | Vòng loại World Cup 2014    |
| 7.  | 31 tháng 3 năm 2015  | Friends Arena, Solna, Thụy Điển                     | Iran                 | 2–0       | 3–1     | Giao hữu                    |
| 8.  | 14 tháng 6 năm 2015  | Friends Arena, Solna, Thụy Điển                     | Montenegro           | 1–0       | 3–1     | Vòng loại Euro 2016         |
| 9.  | 9 tháng 10 năm 2015  | Sân vận động Rheinpark, Vaduz, Liechtenstein        | Liechtenstein        | 0–1       | 0–2     | Vòng loại Euro 2016         |
| 10. | 29 tháng 3 năm 2016  | Friends Arena, Solna, Thụy Điển                     | Cộng hòa Séc         | 1–0       | 1–1     | Giao hữu                    |
| 11. | 6 tháng 9 năm 2016   | Friends Arena, Solna, Thụy Điển                     | Hà Lan               | 1–0       | 1–1     | Vòng loại World Cup 2018    |
| 12. | 25 tháng 3 năm 2017  | Friends Arena, Solna, Thụy Điển                     | Belarus              | 3–0       | 4–0     | Vòng loại World Cup 2018    |
| 13. | 31 tháng 8 năm 2017  | Sân vận động Quốc gia Vasil Levski, Sofia, Bulgaria | Bulgaria             | 2–2       | 2–3     | Vòng loại World Cup 2018    |
| 14. | 3 tháng 9 năm 2017   | Borisov Arena, Barysaw, Belarus                     | Bulgaria             | 3–0       | 4–0     | Vòng loại World Cup 2018    |
| 15. | 7 tháng 10 năm 2017  | Friends Arena, Solna, Thụy Điển                     | Bulgaria             | 3–0       | 8–0     | Vòng loại World Cup 2018    |
| 16. | 7 tháng 10 năm 2017  | Friends Arena, Solna, Thụy Điển                     | Bulgaria             | 4–0       | 8–0     | Vòng loại World Cup 2018    |
| 17. | 7 tháng 10 năm 2017  | Friends Arena, Solna, Thụy Điển                     | Bulgaria             | 5–0       | 8–0     | Vòng loại World Cup 2018    |
| 18. | 7 tháng 10 năm 2017  | Friends Arena, Solna, Thụy Điển                     | Bulgaria             | 8–0       | 8–0     | Vòng loại World Cup 2018    |
| 19. | 20 tháng 11 năm 2018 | Friends Arena, Solna, Thụy Điển                     | Nga                  | 2–0       | 2–0     | UEFA Nations League 2018–19 |
| 20. | 15 tháng 10 năm 2019 | Friends Arena, Solna, Thụy Điển                     | Tây Ban Nha          | 1–0       | 1–1     | Vòng loại Euro 2020         |
| 21. | 15 tháng 11 năm 2019 | Arena Națională, Bucharest, România                 | România              | 1–0       | 2–0     | Vòng loại Euro 2020         |
| 22. | 11 tháng 10 năm 2020 | Sân vận động Maksimir, Zagreb, Croatia              | Croatia              | 1–1       | 1–2     | UEFA Nations League 2020–21 |
| 23. | 31 tháng 3 năm 2021  | Friends Arena, Solna, Thụy Điển                     | Estonia              | 1–0       | 1–0     | Giao hữu                    |
| 24. | 5 tháng 6 năm 2021   | Friends Arena, Solna, Thụy Điển                     | Armenia              | 3–1       | 3–1     | Giao hữu                    |